# Simon Bulmer
Simon John Bulmer (* 1954) ist ein britischer Politikwissenschaftler und Hochschullehrer.

## Leben und Wirken
Simon Bulmer studierte Politikwissenschaft, insbesondere "European Studies", zunächst von 1972 bis 1975 an der Loughborough University, anschließend von 1975 bis 1976 an der University of Hull, wo er den Magistergrad erwarb. Von 1979 bis 1983 arbeitete er als Dozent an der Heriot-Watt University in Edinburgh; im Jahre 1982 promovierte er zum Ph.D. an der London School of Economics. Bis 1989 lehrte er dann am University of Manchester Institute of Science and Technology (UMIST), anschließend an der University of Manchester. Dort erhielt er 1995 eine Professur. Seit 2011 ist er an der University of Sheffield tätig.
2014 hatte Bulmer eine Gastdozentur an der Freien Universität Berlin.
Bulmer beschäftigt sich in seinen Veröffentlichungen vor allem mit der Bundesrepublik Deutschland und ihrer Stellung in der Europäischen Union, der britischen Mitgliedschaft in der Europäischen Union und der EU allgemein.

## Veröffentlichungen (Auswahl)
Monographien
- The domestic structure of European Community policy-making in West Germany. Garland, New York 1986, ISBN 0-8240-1913-X (Dissertation London School of Economics).
- (mit William E. Paterson): The Federal Republic of Germany and the European Community. Allen & Unwin, London 1987, ISBN 0-04-382046-8.
- (mit Wolfgang Wessels): The European Council. Decision-making in European politics. Macmillan, Basingstoke 1987, ISBN 0-333-36841-X.
- (Hrsg.): The changing agenda of West German public policy (= Studies in modern policy and politics, Bd. 1). Dartmouth Publ, Dartmouth 1989, ISBN 1-85521-041-X.
- (Hrsg.): The United Kingdom and EC membership evaluated. Pinter, London 1992, ISBN 0-86187-867-1.
- (Hrsg.): Economic and political integration in Europe. Blackwell, Oxford 1994, ISBN 0-631-19039-2.
- (Mitautor): Werner Weidenfeld (Hrsg.): Deutsche Europapolitik. Optionen wirksamer Interessenvertretung (= Münchner Beiträge zur europäischen Einigung, Bd. 2). Europa-Union Verlag, Bonn 1998, ISBN 3-7713-0560-8.
- (mit Charlie Jeffery u. William E. Paterson): Germany's European diplomacy. Shaping the regional milieu. Manchester University Press, Manchester 2000, ISBN 0-7190-5854-6.
- (Hrsg.): The member states of the European Union. Oxford University Press, Oxford 2005, ISBN 0-19-925281-5 (2. Aufl. 2013, ISBN 0-19-954483-2).
- (mit Martin Burch): The Europeanisation of Whitehall.  UK central government and the European Union. Manchester University Press, Manchester 2009, ISBN 978-0-7190-5515-7.
- (mit William E. Paterson): Germany and the European Union. Europe's reluctant Hegemon? Macmillan, London 2019, ISBN 0-333-64543-X.
- (Mitautor): Politics in the European Union. 5. Aufl. Oxford University Press, Oxford 2020, ISBN 978-0-19-882063-5.

Aufsätze
- West German political parties and the European Community: structures without function? In: Political studies, Bd. 31 (1983), S. 566–583.
- West Germany's role in Europe. "Man-Mountain" or "Semi-Gulliver"? In: Journal of common market studies, Bd. 28 (1989), H. 2, S. 95–117.
- Germany in the European Union. Gentle giant or emergent leader? In: International affairs, Bd. 72 (1996), S. 9–32.
- (mit William E. Paterson): Germany and the European Union. From "tarned power" to normalized power? In: International affairs, Bd. 86 (2010), S. 1051–1073.
- Germany and the European Union. Europeanized yet hegemonic? In: Peter Becker/Barbara Lippert (Hrsg.): Handbuch Europäische Union. Bd. 1. Springer VS, Wiesbaden 2020, S. 149–172, ISBN 978-3-658-17408-8.